# Gavriel Salomon
Gavriel Salomon (1938-2016) (hebreo: גבריאל סלומון) fue un psicólogo educativo israelí que ha llevado a cabo investigaciones sobre la cognición y la instrucción, en particular, los efectos cognitivos de los sistemas de símbolos de los medios de comunicación, la transferencia del aprendizaje, y el diseño de herramientas cognitivas y en entornos de aprendizaje mediados técnicamente.

## Obra
- Salomon, G., & Perkins, D. N. (1989). Rocky roads to transfer: Rethinking mechanisms of a neglected phenomenon. Educational Psychology, 24, 113–142.
- Salomon, G. (1979). Interaction of media, cognition and learning. San Francisco, CA: Jossey-Bass. (Published again by Lawrence Erlbaum, 1994).
- Salomon, G. (1981) Communication. Tel-Aviv: Sifriyat Poalim (Hebrew).
- Salomon, G. (1981). Communication and education: Social and psychological interactions. Beverly Hills, CA: Sage Publication.
- Salomon, G. (2001). Technology and education in the age of information. Zmora-Bitan (Hebrew).
- Salomon, G. & Snow, R. E. (1970). Commentaries on research in instructional media: An examination of conceptual schemes. Indiana University. (Editor and author of two chapters).

- Datos: Q2901268
- Multimedia: Gavriel Salomon / Q2901268